# ダブリン動物園

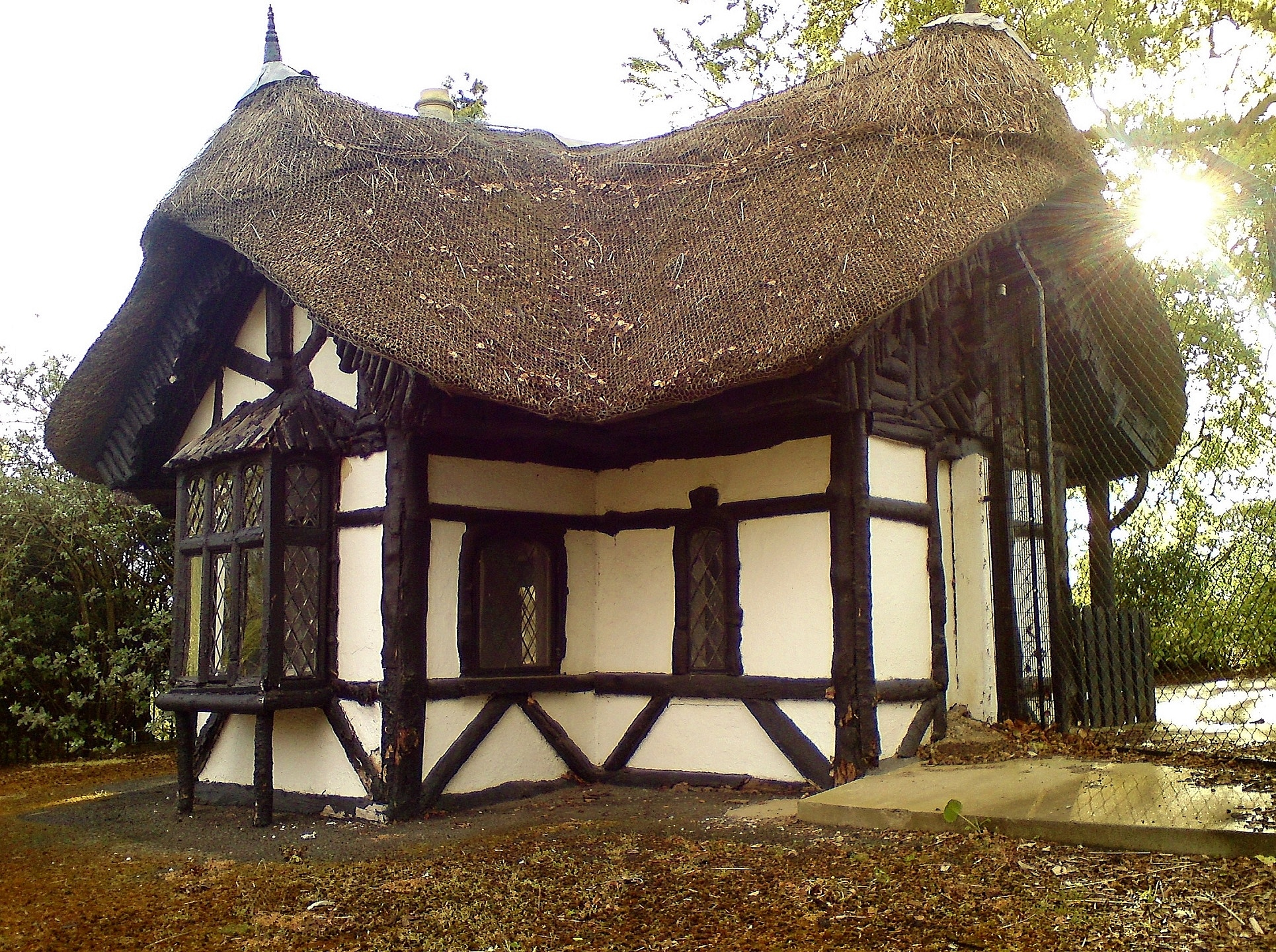
1833年に建てられた入口のロッジ

ダブリン動物園（ダブリンどうぶつえん、アイルランド語: Zú Bhaile Átha Cliath）は、アイルランドのダブリン市のフェニックス・パーク内にある動物園。ウィーン、ロンドン、パリに次いで1831年に開園した世界で3番目に古い動物園であり、ヨーロッパ最大級の敷地面積を誇る。種の保全分野での研究、教育に力を入れている。